# Utilization distribution
Une utilization distribution (distribution d'utilisation en traduction littérale, non utilisée en français) est une distribution de probabilité donnant la densité de probabilité qu'un animal se trouve à un point donné de l'espace. Il est estimé à partir de données d'échantillonnage de l'emplacement d'un ou plusieurs individus dans l'espace en utilisant, par exemple, le radiotracking ou le suivi par GPS.
L'estimation de l'utilization distribution était traditionnellement basée sur des histogrammes, mais de nouvelles méthodes non paramétriques par exemple basées sur les transformations de Fourier ou l'estimation par noyau (kernel) ont été développées.
L'application typique de cette distribution est l'estimation de la distribution du domaine vital des animaux.